# Wang Shuo
Acesta este un nume chinezesc; numele de familie este Wang.
Wang Shuo (chineză: 王朔; pinyin: Wáng Shuò; n. 23 august 1958) este un scriitor, regizor și actor chinez. Lucrările sale au fost traduse în mai multe limbi printre care: japoneză, franceză, engleză, italiană.
1. ↑  „Wang Shuo”, Gemeinsame Normdatei, accesat în 15 octombrie 2015
2. ↑  Shuo Wang, Filmportal.de, accesat în 9 octombrie 2017
3. ↑  „Wang Shuo”, Gemeinsame Normdatei, accesat în 15 decembrie 2014
4. ↑  Autoritatea BnF, accesat în 10 octombrie 2015